# Lee Chun-soo
Đây là một tên người Triều Tiên, họ là Lee.
Lee Chun-Soo (sinh ngày 9 tháng 7 năm 1981) là cầu thủ bóng đá Hàn Quốc. Anh là thành viên chủ chốt của đội tuyển Hàn Quốc tại giải vô địch bóng đá thế giới 2002 và Thế vận hội Mùa hè 2004. Sau giải vô địch bóng đá thế giới, Lee chuyển sang Real Sociedad của Tây Ban Nha, trở thành người Hàn Quốc đầu tiên chơi cho giải La Liga của Tây Ban Nha.